# Хилков, Иван Андреевич Меньшой
Князь Иван Андреевич Хилков по прозванию Меньшой (ум. 30 августа 1677) — русский военный и государственный деятель, стольник, воевода, окольничий и боярин во времена правления Михаила Фёдоровича, Алексея Михайловича и Фёдора Алексеевича.
Из княжеского рода Хилковы. Младший сын дворянина московского и воеводы князя Андрея Дмитриевича Хилкова. Имел братьев, князей: Бориса, Фёдора по прозванию Молодой, Петра и Ивана Большого.

## Биография

### Служба Михаилу Фёдоровичу
Князь Иван Андреевич Хилков начал службу в чине стольника при дворе царя Михаила Фёдоровича и многократно упоминается на различных мероприятиях. В 1637 году был отправлен первым воеводой в крепость Терки на Северном Кавказе, где находился три года. В 1640 году князь И. А. Хилков был вызван в Москву, где получил от царя поручение осмотреть оборонительное состояние Путивля и других приграничных крепостей. С мая 1643 года воевода в Крапивне. В январе 1644 года вторым встречал на меньшей встрече у саней при приезде к Государю датского королевича Вольдемара.

### Служба Алексею Михайловичу
В 1645 году князь Иван Андреевич Меньшой Хилков был отправлен из Москвы в Рязань, где находились полки, расположенные на южной границе Русского государства. И. А. Хилков привел ратных людей к присяге на верность новому царю Алексею Михайловичу. Затем в декабре 1646 года по «крымским вестям» был первым воеводой в Венёве, откуда в январе 1647 года велено ему быть сходным воеводой в походе в Мценск и идти оттуда с бояриным и князем Трубецким против крымцев. В этом же году первый воевода в Вязьме.
Честная и бескорыстная служебная деятельность доставила князю Ивану Хилкову в 1648 году звание первого судьи в Московском судном приказе. Данное назначение вызвал местнический спор с Василием Борисовичем Шереметьевым назначенный во Владимирский приказ, который считался выше Московского. Дело поручили думному дьяку Михаилу Дмитриевичу Волошенинову. 14 августа царь слушая дело повелел послать проигравшего Хилкова в тюрьму «а ворочен он от Архангельские паперти», считай прощён. Однако Хилков «до августа по 26 число» в Приказе не сидел, за что велено его посадить уже не условно и просидел там князь до 07 октября, упорно отказываясь служить ниже Шереметьева (хотя и посылал царю челобитные о прощении). На Государев приказ и угрозу: «А будет он в Московском судном приказе сидеть не учнет и ему от государя быть в великой опале и разорении» — «и с тюрьмы не пошол, а ему с ним, с Василием, быть не возможно». Хилков был выпущен из тюрьмы по болезни, но со строгим предписанием «как он обможется, и ему у государева дела в Судном московском приказе быть по прежнему государеву указу», однако 21 октября царь велел освидетельствовать его посольскому дьяку Алмазу Иванову и тот доложил, что князь «лежит на постеле, ноги у него перевязаны, а сказал, что ноги у него от тюремные нужи больны…. и ему от той болезни не токмо в приказе сидеть, но и ходить не мочно». В конце концов князь Иван Андреевич добился своего, в приказных судьях после августа 1648 года он не значится, а на отставку по болезни закрыли глаза.
В 1649 году указано ему раздавать жалование дворянам и новокрещённым лицам на приграничных территориях, в мае пожалованный из стольников в окольничие, был отправлен вторым воеводой в Казань, а оттуда в 1651 году первым воеводой в Тобольск. В 1652 году был вызван из Тобольска в Москву, где был приглашён к столу Государя, а в мае оставлен третьим для охраны столицы на время отсутствия царя Алексея Михайловича в богомольной поездке в Николо-Угрешский монастырь. Царь очень высоко ценил бескорыстие и заслуги князя И. А. Хилкова, часто приглашал его к своему столу.
С 1654 года первый судья в Монастырском приказе и приказе Переносных дел. В этом же году во время первого похода царя Алексея Михайловича на Речь Посполитую князь Иван Андреевич Хилков был оставлен четвёртым «Москву ведать», в декабре встречал за Сретенскими воротами грузинскую царицу Елену Диасамидзе и её сына царевича Николая, и был у них приставом. 20 февраля 1655 года был пожалован из окольничих в бояре, а в марте князь Иван Андреевич Хилков вначале был назначен первым воеводой в Псков, а затем в декабре 1656 года был переведён в Юрьев Ливонский (Дерпт). В августе 1657 года юрьевский воевода князь И. А. Хилков, командуя небольшим гарнизоном (800 чел.), в течение двух недель успешно защищал Юрьев, осажденный шведской армией (5-7 тыс. чел.) под командованием генерала Магнуса Делагарди. После этого И. А. Хилков был вызван царём в Москву, где 25 декабря 1659 года был у государя в Золотой палате за столом. «За осадное в Юрьеве сидение» царь Алексей Михайлович пожаловал ему шубу атласную золотую и кубок, а к его окладу придачу в 160 рублей. В этом же году встречал за Земляным городом царя Кахетии Теймураза и был у него первым приставом, ездил с ним в карете и был за столом у Государя на обеде в Грановитой палате в его честь.
В январе 1659 года боярин князь Иван Андреевич Хилков был назначен первым воеводой в Полоцк, откуда совершил поход против литовцев, нанес им поражение в бою. Противник потерял убитыми до 2000 человек, а литовский командир с другими пленниками был доставлен в Москву.
В 1659-1664 годах боярин князь Иван Андреевич Хилков вначале был первым воеводой в Тобольске, а затем в 1665 году во Пскове. В 1666 году местничал с Фёдором Васильевичем Бутурлиным. В 1667-1668 годах воевода в Астрахани. В 1671 году был вызван в Москву, где в государственных делах больше участия не принимал и только изредка появлялся на придворных церемониях. В 1672 году упомянут при постановлении на московское патриаршество Питирима, где ходил вторым за крестом из патриаршего дома к Государю и присутствовал на обеде в Грановитой палате по случаю праздника.

### Служба Фёдору Алексеевичу
В июне 1676 года на коронации царя Фёдора Алексеевича, в чине боярин, первым послан из Грановитой палаты на Казённый двор провожать Животворящий крест, бармы и весь Царский чин из Казенного двора в Грановитую палату и оттуда в Успенский собор, откуда послан патриархом доложить Государю, что все готово для его коронации.
По родословной росписи показан бездетным.

## Критика
В поколенной росписи поданной в 1682 году в Палату родословных дел записан с прозванием — Заика и показан бояриным.
П. Н. Петров в «Истории родов русского дворянства» показывает бояриным не князя Ивана Андреевича Меньшого, а его брата князя Ивана Андреевича Большого, что не верно. Эта же ошибка отражена в «Российской родословной книге» П. В. Долгорукова.
А. Б. Барсуков в своём труде перепутал службы и чины двух братьев отнеся чин боярина к Ивану Большому, а окольничего к Ивану Меньшом. В действительности чины окольничий и боярин относится к Ивану Меньшому. В этом же труде, в связи с тем, что в разрядных книгах не проставлялись прозвания, спутаны службы обоих братьев, и необходимо начиная с 1638 года воеводские службы обоих братьев относить в князю Ивану Меньшому, что можно проследить по М. Г. Спиридову и Русскому биографическому словарю А. А. Половцева.